# Одоевский краеведческий музей
Одоевский краеведческий музей — государственное учреждение культуры в посёлке городского типа Одоев в Тульской области России.

## История создания
Одоевский краеведческий музей открыт 20 ноября 1980 года в стенах бывшего дома купца Каширина и сегодня является муниципальным казенным учреждением культуры. 
Основателем музея был Иван Васильевич Папунен.
В 1920-е годы было создано «Одоевское краеведческое общество». В план Общества входило проведение экскурсий, изучение состояния природных объектов (реки Упа и Хлевенка), сбор этнографических сведений о народных обрядах в селах края, выявление памятников архитектуры и ценных исторических построек (дом Мирковичей, ДОТ и другие). 
Создание Одоевского краеведческого музея было достаточно трудоёмким и длительным. 25 марта 1971 года было принято решение «Об открытии районной краеведческой комнаты», а три года спустя 15 мая 1974 года исполком Одоевского районного Совета депутатов трудящихся принял решение «О создании районного краеведческого музея» в помещении бывшего спортзала Одоевской восьмилетней школы. Осенью того же года было принято решение «построить Одоевский краеведческий музей на месте старой Одоевской крепости».
Экспозиция краеведческого музея в отражает многовековую историю культуры города Одоева и одоевского края.
На протяжении десятилетий Одоевский краеведческий музей также является местом встреч интересных людей и инициатором многих творческих начинаний. В его стенах собираются местные поэты.

## Описание музея
Шесть выставочных залов экспозиции Одоевского краеведческого музея отражают историю развития Одоевского края от каменного века до современного периода: зал истории, зал природы, зал «Крестьянская изба» и стена революции, военный зал, зал знаменитых земляков. Представлены сведения о городе-крепости Одоев, Куликовской битве, приведена история Засечной черты, отдельная экспозиция знакомит с купеческим Одоевом. В музее также представлены материалы о храмах Одоева, которые не сохранились до наших времен. Имеется выставочный зал.

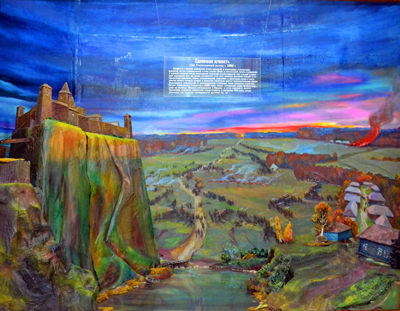
Зал истории
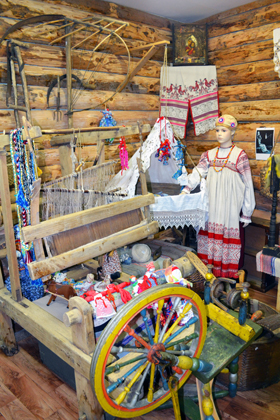
Зал «Крестьянская изба»
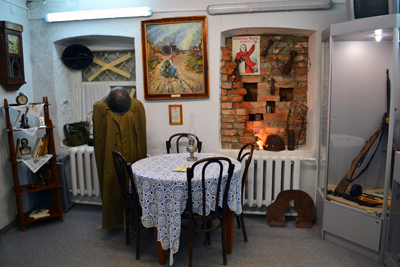
Военный зал